# Комнинио
Комнинио (грч. Κομνήνειο) је насељено место у општини Бер у периферији Средишња Македонија, Грчка. Према попису из 2021. године било је 97 становника.
Комнинио је старо село које је уништено током Негушког устанка 1822. године. Обновљено је после 1923. године када су насељене 26 грчке избегличке породице из Турске, укупно 98 особа. Село се раније звало Куманич.